# Stelis leucotricha
Stelis leucotricha är en biart som först beskrevs av Cockerell 1925.  Stelis leucotricha ingår i släktet pansarbin, och familjen buksamlarbin. Inga underarter finns listade i Catalogue of Life.